# Charlee Nyman
Charlee Nyman, alias Charlee, tidigare alias And Then, egentligen Charlee Sara Nyman, tidigare Charlotta Sara Nyman, ursprungligen Sara Charlotta Nyman, född 3 mars 1989 i Robertsfors, Västerbottens län, är en svensk sångerska och låtskrivare. 
Charlee Nyman växte upp i Västerbotten. Hon har under sin aktiva musikkarriär bott i Stockholm och i Umeå. Hon har samarbetat med flera kända musiker, inklusive 047, Adrian Lux, Kristian Anttila, Sander van Doorn och The Chainsmokers. Den amerikanska musikkritikern Sal Christ har jämfört hennes sångröst med Ellie Goulding och Annie Lennox.

## Musikkarriär
Charlee Nymans första stora musikaliska framgång kom 2016 med låten Inside Out, som hon skrev tillsammans med Andrew Taggart. Originalversionen med musikgruppen The Chainsmokers, där hon själv sjunger, har nått en stor internationell publik med över 42 miljoner spelningar på YouTube. Den låg 27 veckor på amerikanska Billboard och även på den kanadensiska Billboardlistan. Låten släpptes först som singel och blev sedan en av fem låtar på The Chainsmokers EP Collage.
År 2017 släpptes låten Paris, skriven tillsammans med Kristoffer Eriksson, Fredrik Häggstam och Andrew Taggart, och även den framförd av The Chainsmokers. Låten blev en stor internationell framgång. Den låg bland annat etta på den amerikanska Dance-Electronic Songs listan, på den tyska danslistan och på den australiensiska danslistan, samt tvåa på Sverigetopplistan och den danska Hitlisten.

## Kuriosa
I en Spotify studie angående världens 50 mest spelade låtar år 2017 konstaterades det att endast 10 procent av upphovspersonerna var kvinnor. En av dessa var Charlee Nyman.
I januari 2017 medverkade Charlee Nyman i Volvos reklam för en ny bilmodell, där hon sjöng låten Oceaner av Kristian Anttila.

## Låtar i urval
- 2011:Eagles med Sander van Doorn och Adrian Lux, kompositör och sång[1]
- 2011:Eventide, med Sun Glitters och Niva, sång[4]
- 2012:Silence, med Adrian Lux, text och sång[1]
- 2012:Wildheart, med Adrian Lux, text och sång[1]
- 2015:Torn apart, med Adrian Lux, text och sång
- 2016:Inside out, med The Chainsmokers, kompositör och sång[1]
- 2016:When we blow up, med 047, kompositör och sång
- 2017: Paris, med The Chainsmokers, kompositör
- 2018: Caught up, med Lazy Weekends, text och sång
- 2018: As I sleep, med Adrian Lux och Tobtok, kompositör och sång